# Olena Tsos
Olena Volodymyrivna Tsos –en ucraniano, Олена Володимирівна Цьось– (Lutsk, 9 de mayo de 1990) es una deportista ucraniana que compitió en ciclismo en la modalidad de pista. Ganó una medalla de plata en el Campeonato Europeo de Ciclismo en Pista de 2011, en la prueba de velocidad por equipos.
Participó en los Juegos Olímpicos de Londres 2012, ocupando el cuarto lugar en la prueba de velocidad por equipos.

## Medallero internacional
| Campeonato Europeo | Campeonato Europeo        | Campeonato Europeo | Campeonato Europeo    |
| Año                | Lugar                     | Medalla            | Competición           |
| ------------------ | ------------------------- | ------------------ | --------------------- |
| 2011               | Apeldoorn ( Países Bajos) | Medalla de plata   | Velocidad por equipos |